# 18e brigade d'aviation de l'armée
Ne doit pas être confondu avec 18e brigade d'aviation de l'armée de la Garde.
Pour les articles homonymes, voir 18e brigade.
La 18e brigade d'aviation de l'armée, de son nom complet la 18e brigade séparée d'aviation de l'armée nommée d'après Igor Sikorsky (en ukrainien : 18-та окрема бригада армійської авіації імені Ігоря Сікорського, abrégé en 18 ОБрАА ; numéro d'unité militaire А3384), est une grande unité d'aviation légère de l'Armée de terre ukrainienne.
L'unité est stationnée en temps de paix sur la base aérienne de Poltava et relève directement du commandement des Forces terrestres. Il ne faut pas la confondre avec la 18e brigade d'aviation de l'armée de la Garde (en russe : 18-я гвардейская бригада армейской авиации), une unité russe casernée à Khabarovsk.

## Historique
La brigade est constituée sur le papier en février 2015, dans le contexte de la guerre du Donbass ; le premier hélicoptère est réceptionné en novembre 2015 (provenant de l'ex 7e régiment d'aviation de l'armée). L'unité, en sous-effectif, est équipée de Mil Mi-2, Mil Mi-8, Mil Mi-24 et Mil Mi-26. Des équipages sont engagés au combat dans le Donbass, d'où la perte d'un Mi-2 le 26 mars 2017 près de Kramatorsk.
En décembre 2020, « afin de restaurer les traditions historiques de l'armée nationale concernant les noms des unités militaires », la brigade reçoit la titulature du nom d'Igor Sikorsky à ajouter, l'ingénieur américain d'origine ukrainienne fondateur de la société fabricant d'hélicoptères éponyme.
Le 29 août 2023, deux Mi-8 de la brigade se sont écrasés près de Bakhmout, tuant les six officiers à bord.

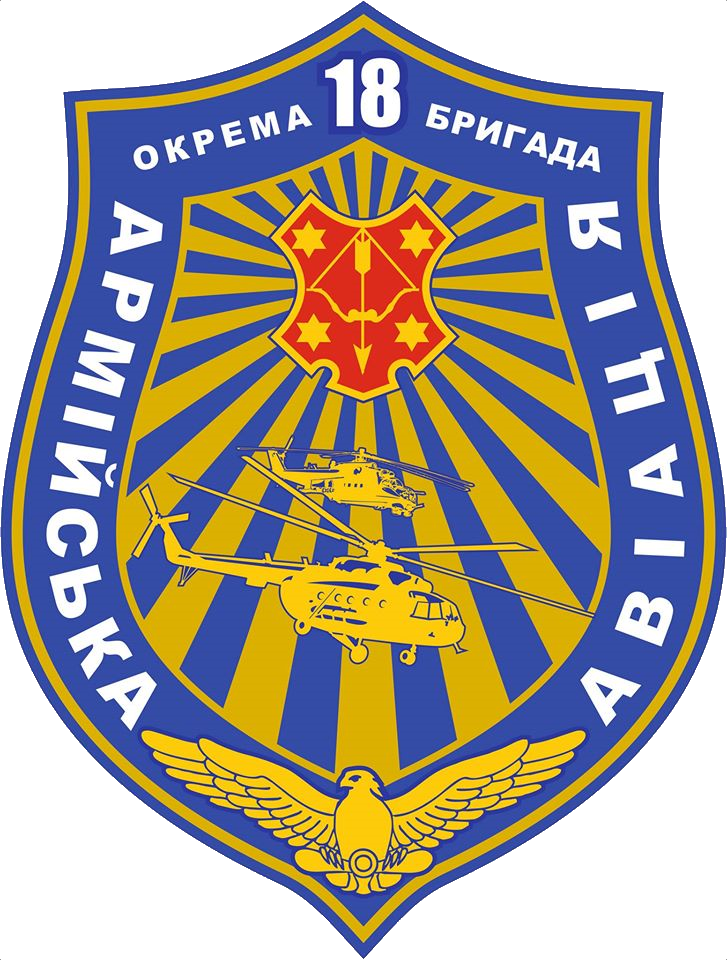
Premier insigne de la 18e brigade.
Nouvel insigne de la brigade.
Version de campagne, moins visible.